# Auf der Suche nach dem G.
Auf der Suche nach dem G. (auch: Auf der Suche nach dem G-Punkt) ist eine deutsche Filmkomödie und ein Liebesfilm der Regisseurin Sharon von Wietersheim, die auch das Drehbuch schrieb, aus dem Jahr 2009.
In der Hauptrolle verkörpert Max Tidof den Rechtsanwalt Max Burghardt, der im Privatleben ein egozentrischer und verantwortungsloser Familienvater ist und infolge der Befürchtung, dass ihn seine Frau verlassen könnte, einen Sinneswandel vollzieht.

## Handlung
Als Natalie, die Frau des erfolgreichen und engagierten Anwalts Max, sich ein Bein bricht, muss sie für ein paar Wochen ins Krankenhaus. Max, der sich bisher nicht großartig um seine Frau und die Kinder gekümmert hat, gerät plötzlich in Zugzwang. Nun muss er die Familie managen, was ihm nicht liegt. Seine Hobbys waren bisher die berufliche Karriere und sein Porsche.
Zwar hat er bereits bemerkt, dass Natalie mit der mit ihm geführten Ehe nicht vollständig glücklich zu sein schien; über diesen Umstand sah er jedoch hinweg und kritisierte stattdessen andeutungsweise ihre allmählich beginnende Cellulite.
Als er nun allein mit den Kindern und dem Hund der Familie ist, findet er durch einen Zufall in Natalies Schriftverkehr viele Briefe, die ein gewisser „G.“ unterzeichnet hat. „Wer ist dieser geheimnisvolle „G.“ und warum schreib er meiner Frau Briefe?“ Max ist sofort davon überzeugt, dass ein Rivale beabsichtigt, in sein Revier einzudringen, und macht sich auf die Suche nach dem Nebenbuhler. Durch Recherchen findet Max heraus, dass der Absender ein gewisser Gregor Teuthoff ist, der in Motivationsseminaren allgemeine Lebenstipps vermittelt. Des Weiteren ist aus den Briefen herauszulesen, dass sich die Adressatin der Briefe dazu entschlossen hat, am Ende des Schuljahres die Ehe mit ihrem Mann zu beenden.
Nun bleiben Max nur noch wenige Wochen, um das Herz seiner Frau zurückzuerobern.
Max besucht das Motivationsseminar „Frei sein!“, das von seinem vermeintlichen Nebenbuhler Gregor Teuthoff moderiert wird, und stellt ihm dabei aus dem Publikum heraus Fragen, die ihn in die Enge treiben sollen. Jedoch umschifft Gregor als geübter Seminar-Moderator geschickt die Fragen und beantwortet diese mit allgemeinen Floskeln.
Endgültig wach gerüttelt aus seiner bisherigen Einstellung wird Max, als ihm seine Tochter Sophie vor den Augen ihres Bruders ins Gesicht sagt, dass sie sich keinen schlechteren Vater als ihn vorstellen kann.
Max sinniert auf einer Parkbank über sein zukünftiges Leben, als der Motivationstrainer Gregor vorbeigejoggt kommt und Max als einen Teilnehmer aus dem Seminar erkennt. Gregor setzt sich neben Max auf die Bank und die beiden beginnen, zu philosophieren. Max erfährt, dass Natalie Gregor gesagt hat, dass am letzten Schultag ein Marathon stattfinden wird, an dessen Ende sie ihm sagen wird, dass sie die Ehe beenden möchte. Von nun an wandelt sich das Leben von Max. Er beginnt, sich mehr für seine Kinder zu interessieren, und beginnt zu trainieren, um ebenfalls an dem Marathon teilzunehmen. Max zieht jetzt alle Register: Er überrascht seine Frau mit den Kindern am Krankenbett an ihrem Geburtstag mit einem Geigenspiel, welches sie fast zu Tränen rührt. Am Tag ihrer Entlassung erkennt sie, dass er sogar seinen Porsche verkauft hat, der ihm bis dahin immer wertvoller als seine eigene Familie war, und sich einen familientauglichen Kombi zugelegt hat, in den sie mit ihrem Gips bequem einsteigen kann.
Zu Hause angekommen kommt Natalie aus dem Staunen nicht mehr heraus. Max hat eine neue Geschirrspülmaschine angeschafft, für den Familienhaushalt, der ihm bis dahin immer ziemlich gleichgültig war. Des Weiteren hat er Blumen als Dekoration für Natalies Ankunft bereitgestellt.
Auf dem Sommerfest, auf welchem das Schulfest mit dem Marathon stattfinden soll, klärt sich auf, dass Gregor nicht an Natalie interessiert war, sondern an der Frau seines Freundes Lutz, welche mit Gregor beabsichtigt, nach Hamburg zu ziehen und ihre eigenen Kinder mitzunehmen. Natalie war zwar der Empfänger der Briefe, sollte jedoch lediglich den Inhalt an die Frau von Lutz weiterleiten. Max fällt zwar ein Stein vom Herzen, jedoch fühlt er mit Lutz, der den Tränen nahe ist, denn genauso hätte ja dieses Beziehungsdrama auch ihn selbst treffen können.
Die Handlung des Films nimmt ein glückliches Ende, als Natalie Max beichtet, dass sie eine hohe Summe von dem gemeinsamen Konto abgehoben hat, um ihre Freundin finanziell zu unterstützen. Max geht nicht weiter darauf ein und verdeutlicht gegenüber Natalie, dass solche Dinge in einer intakten Familie nebensächlich sind. Überglücklich schließen sich Max und Natalie in die Arme.

## Produktion
Sharon von Wietersheim und Frank Meiling produzierten die Filmkomödie für die Rich and Famous Overnight Film GmbH & Co. KG (München) im Auftrag von Sat.1. Gedreht wurde in München.

## Kritik
Die Produktion erntete überwiegend positive Kritiken: Beispielsweise urteilt TV Spielfilm mit einem nach oben gestreckten Daumen (beste Filmbewertung): „Die Geschichte vom Weckruf des ignoranten Machos ist kein Geniestreich, und Max Tidof agiert teils etwas arg gepresst. Dank flotter Regie ist die Anleitung zum Glücklichsein trotzdem ein kurzweiliger Spaß mit knackigem Geplänkel – und auch gar nicht unterhalb der Gürtellinie“. Das Fazit der Programmzeitschrift lautet: „Der G-Punkt steht hier glasklar für ganz goldig“.
Rainer Tittelbach bemerkt anerkennend: „[…]Der Film, der konsequent mit Klischees und Signalen der Werbeästhetik arbeitet, hat ein hohes Tempo, wirkt aber nie kurzatmig[…]“. Der Filmkritiker urteilt abschließend: „Dialogwitz, knackige Details, ein dezenter, atmosphärischer Soundtrack und eine Besetzung ohne Fehlgriff sorgen für eine erfolgreiche Suche nach dem so schwer zu findenden Komödien-G.!“ ´
Das Lexikon des internationalen Films konstatiert: „Unterhaltsame (Fernseh-)Familienkomödie um einen Macho, dessen Welt- und Rollenbild nachhaltig ins Wanken gerät.“

## Erstausstrahlung und abweichende Filmtitel im Ausland
Auf der Suche nach dem G-Punkt wurde am 20. Oktober 2009 erstmals auf Sat.1 ausgestrahlt. In Frankreich kam der Film am 27. August 2010 zur Ausstrahlung, dort unter dem Titel L’infidèle imaginaire. Der ungarische Titel lautet A G-pont keresése.